# روش هوکل
روش اوربیتال مولکولی هوکل (به انگلیسی: Hückel molecular orbital method) روشی برای تعیین انرژی الکترون‌های پیوند پی اوربیتال‌های مولکولی در هیدروکربن‌های درهم‌آمیخته (conjugated hydrocarbon systems) که به وسیلهٔ ترکیب خطی اوربیتال‌های اتمی به‌دست می‌آیند. ازین دسته هیدروکربن‌ها می‌توان بنزن، اتیلن، و بوتادی‌ان را نام برد. این روش در سال 1930 توسط اریک هوکل پیشنهاد شد. این روش، پایه قاعده هوکل است.

## ویژگی‌ها
- این روش تنها برای الکترون‌های پیوند پی است و الکترون‌های سیگما در آن نادیده گرفته می‌شوند. این ویژگی با نام جدایش پیوند پی-سیگما شناخته می‌شود.

- این روش تنها برای هیدروکربن‌های درهم‌آمیخته است.

- دروندادهای این روش معادله شرودینگر، ترکیب خطی اوربیتال‌های اتمی و به‌کارگیری ویژگی‌هایی که پایه آن‌ها تقارن اوربیتالی است، می‌باشد، و هیچ‌گونه ثابت فیزیکی باشنده نیست.

- این روش شمار سطح‌های انرژی برای هر مولکول، و چندگانگی این سطح‌ها (سطح‌های با انرژی یکسان) را بیان می‌کند. انرژی اوربیتال‌های مولکولی به وسیلهٔ دو ضریب توضیح داده می‌شود. یک ضریب آلفاست که بیانگر   مقدار انرژی الکترون در اوربیتال 2p هر کربن است (معیاری از الکترونگاتیویته) و دیگری بتا که بیانگر مقدار انرژی پیوند بین دو الکترون باشنده در اوربیتال 2p هر کربن است. همچنین محاسبه چگالی بار الکتریکی برای هر اتم باشنده در پیوند پی، رتبه پیوند بین دو اتم، و گشتاورهای دوقطبی مولکولی با این روش امکان‌پذیرست.

## مثال کاربرد روش هوکل برای اتیلن
در اتیلن، اوربیتال مولکولی ({\displaystyle \Psi \,}) از ترکیب خطی اوربیتال‌های اتمی 2p ({\displaystyle \phi \,}) کربن ساخته می‌شود:
{\displaystyle \ \Psi =c_{1}\phi _{1}+c_{2}\phi _{2}}
و این معادله در معادله شرودینگر جایگذاری می‌شود: 
{\displaystyle \ H\Psi =E\Psi }
با {\displaystyle H\,} (هامیلتونی) و {\displaystyle E\,} (انرژی اوربیتال مولکولی متانظر) خواهیم داشت:
{\displaystyle Hc_{1}\phi _{1}+Hc_{2}\phi _{2}=Ec_{1}\phi _{1}+Ec_{2}\phi _{2}\,}
رابطه بالا در {\displaystyle \phi _{1}\,} ضرب شده و با انتگرال‌گیری داریم:
{\displaystyle c_{1}(H_{11}-ES_{11})+c_{2}(H_{12}-ES_{12})=0\,}
و با ضرب {\displaystyle \phi _{2}\,} در همان رابطه: 
{\displaystyle c_{1}(H_{21}-ES_{12})+c_{2}(H_{22}-ES_{22})=0\,}
که:
{\displaystyle H_{ij}=\int \phi _{i}H\phi _{j}\mathrm {d} v\,}
{\displaystyle S_{ij}=\int \phi _{i}\phi _{j}\mathrm {d} v\,}
معادله‌های بالا را می‌توان به صورت ماتریسی نیز نوشت که در این صورت آرایه‌های قطری را انتگرال کولمب coulomb integrals (که همان ضریب آلفاست) و دیگر آرایه‌ها را انتگرال رزونانس resonance integrals (که همان بتاست) گویند. در روش هوکل همه انتگرال‌های همپوشانی overlap integral صفر، و همه انتگرال‌های رزونانس غیر صفر (پیوندهای کربن-کربن) برابر در نظر گرفته می‌شوند.
{\displaystyle H_{11}=H_{22}=\alpha \,}
{\displaystyle H_{12}=H_{21}=\beta \,}
فرض دیگر هوکل آن بود که انتگرال همپوشانی بین دو اوربیتال اتمی صفر است:
{\displaystyle S_{11}=S_{22}=1\,}
{\displaystyle S_{12}=0\,}
که نتیجه دو چندجمله‌ای همگن زیر است:
{\displaystyle c_{1}(\alpha -E)+c_{2}\beta =0\,}
{\displaystyle c_{1}\beta +c_{2}(\alpha -E)=0\,}
و در شکل ماتریسی:
{\displaystyle {\begin{bmatrix}\alpha -E&\beta \\\beta &\alpha -E\\\end{bmatrix}}\times {\begin{bmatrix}c_{1}\\c_{2}\\\end{bmatrix}}=0}
ماتریس بالا دو پاسخ دارد. در یکی ضریب‌های C برابر صفر می‌شود که پاسخی بدیهی و غیرقابل قبول است. دیگر پاسخ اینگونست:
{\displaystyle {\begin{vmatrix}\alpha -E&\beta \\\beta &\alpha -E\\\end{vmatrix}}=0}
که با گسترش دترمینان داریم:
{\displaystyle (\alpha -E)^{2}-\beta ^{2}=0\,}
{\displaystyle (\alpha -E)^{2}=\beta ^{2}\,}
{\displaystyle \alpha -E=\pm \beta \,}
یا
{\displaystyle E=\alpha \pm \beta \,}
و
{\displaystyle \Psi =c_{1}(\phi _{1}\pm \phi _{2})\,}
پس از نرمالیزه‌سازی، ضریب‌ها به‌دست می‌آیند:
{\displaystyle c_{1}=c_{2}={\frac {1}{\sqrt {2}}},}
از انجا که هر دوی α و β مقداری منفی‌اند، α + β کمینه انرژی (انرژی هومو) و α - β بیشینه انرژی (انرژی لومو) است.